# 茨城県立筑波高等学校
茨城県立筑波高等学校（いばらきけんりつ つくばこうとうがっこう）は、茨城県つくば市北条に所在する公立の高等学校。通称「波高」（ばこう）。

## 設置学科
- 普通科

## 概要
特徴的な行事として、百人一首大会が行われている。小倉百人一首に学校近隣の筑波山を詠んだ歌「つくばねの峰よりおつるみなの川 恋ぞつもりて淵となりぬる（陽成院）」があることにちなんだもので、毎年1月に開催している
筑波高校では、校訓の代わりに「実践目標」を制定している。校訓が上から押し付けられたものと捉えられるのに対し、実践目標は生徒が自ら進んで達成しようとする目標にしたい、という思いが込められている。その内容は、「正しい判断」と「自主的行動」である。

## 沿革

### 開校の経緯
筑波山麓地域に中等教育を行う学校を設置しようとする運動は、1894年（明治27年）の「筑波郡筑波町ヘ尋常中学校設置之件」という221人の署名を添えた建議書を茨城県議会議長宛てに提出したことに始まる。この時に決まったのは、茨城県尋常中学校（現在の茨城県立水戸第一高等学校）の分校を土浦（現在の茨城県立土浦第一高等学校）と下妻（現在の茨城県立下妻第一高等学校）に設置することであり、筑波町への設置は叶わなかった。その後、北条町に高等女学校を設立しようとする動きが昭和前期に2度起きたが、どちらも実現することはなかった。
戦後の誘致運動は、新制中学校である北条中学校の開校式に出席した茨城県知事の友末洋治が式典後、「北条町にも高校を作ったらよいではないか。」と町当局に語ったことから高校誘致運動が始まった。1949年（昭和24年）秋になって県当局から、茨城県立土浦第二高等学校の分校を置いてはどうかと打診があり、1950年（昭和25年）に北条町が施設の整備・維持・経営費用を負担するという条件付きで昼間定時制の茨城県立土浦第二高等学校北条分校として開校した。しかし、北条町単独で費用負担を行うことには限界があったため、翌1951年（昭和26年）2月には2町6村による北条分校組合が結成され、分校が筑波高等学校に昇格するまでの10年間を支えた。

### 年表
- 1950年（昭和25年）4月 - 茨城県立土浦第二高等学校北条分校として開校。北条小学校の空き教室2つを借用して授業開始[9]。初年度の募集50名に対し、入学者は35名で苦しい門出となった[9]。授業は北条分校の専任教員と土浦二高からの出張教員により行われた[9]。
- 1951年（昭和26年）11月 - 独立校舎が現校地に完成[10]。
- 1954年（昭和29年）3月 - 1期生が卒業。入学者35名のうち、卒業したのは17名で退学者が多いことが課題であった[11]。
- 1957年（昭和32年） - 定時制の募集を停止、全日制普通科に移行する[12]。
- 1961年（昭和36年）
  - 4月 - 茨城県立筑波高等学校として独立。運営が茨城県に移管される[13]。
  - 10月31日 - 講堂兼体育館落成式を兼ねた独立開校記念式を挙行[14]。
- 1963年（昭和38年）11月 - 校歌制定[15]。作詞：中郡節二、作曲：細谷一郎[15]。
- 1972年（昭和47年） - 百人一首大会を開催[1]。以後、毎年開催[1]。
- 1978年（昭和53年）1月 - 鉄筋コンクリート製の新校舎が竣工[16]。
- 1980年（昭和55年） - 特別教室棟、体育館特別教室完成[16]。
- 1982年（昭和57年） - テニスコート完成[17]。
- 1983年（昭和58年） - 弓道場完成[17]。
- 1985年（昭和60年） - 卓球場完成[17]。

## 交通
- つくばエクスプレスつくば駅からバス、「筑波窓口センター」下車。
- 常磐線土浦駅、関東鉄道常総線下妻駅からバス、「北条」下車。

## 著名な出身者
- 木城ゆきと：漫画家
- 富岡哲也：アニメーションプロデューサー（日本アニメーション→ サンライズ→ サテライトプロデューサー→ AMISTAD STUDIO代表）